# Cavernocarabodes trigonosternum
Cavernocarabodes trigonosternum är en kvalsterart som först beskrevs av Pérez-Íñigo 1976.  Cavernocarabodes trigonosternum ingår i släktet Cavernocarabodes och familjen Carabodidae. Inga underarter finns listade i Catalogue of Life.